# Impatiens polysciadia
Impatiens polysciadia är en balsaminväxtart som beskrevs av Joseph Dalton Hooker. Impatiens polysciadia ingår i släktet balsaminer, och familjen balsaminväxter. Inga underarter finns listade i Catalogue of Life.